# غواصة (فلم 2010)
غواصة (بالإنجليزية: Submarine) هو فيلم كوميديا رومانسية ودراما أمريكي-بريطاني إنتاج عام 2010. مأخوذ عن رواية تحمل نفس الاسم للكاتب جو دونثورن. الفيلم من كتابة وإخراج ريتشارد أيواد، و لعب دور البطولة كريغ روبرتس، نوح تايلور، بادي كونسيدين، و سالي هوكينز.

## القصة
في عام 1986، أوليفر تات (كريغ روبرتس) ذو الـ15 ربيعًا، يحدد لنفسه هدفين يجب أن يحققهما قبل بلوغه السادسة عشر وهما: أن يفقد عذريته مع فتاة، وأن يخرب الحب الذي عاد ليتأجج بين أمه (سالي هوكينز) وحبيبها السابق الذي ظهر في حياتها مرة أخرى.

## روابط خارجية
- مقالات تستعمل روابط فنية بلا صلة مع ويكي بيانات